# Тарнув-Опольский (гмина)
Тарнув-Опольски (пол. Tarnów Opolski) — сельская гмина (волость) в Польше, входит как административная единица в Опольский повет (силезский), Опольское воеводство. Население — 9 993 человека (на 2004 год).

## Демография
| Перепись                       | Всего   | Всего | Женщины | Женщины | Мужчины | Мужчины |
| ------------------------------ | ------- | ----- | ------- | ------- | ------- | ------- |
| Единицы                        | человек | %     | человек | %       | человек | %       |
| Население                      | 10 009  | 100   | 5131    | 51,3    | 4878    | 48,7    |
| Плотность населения (чел./км²) | 122,7   | 122,7 | 62,9    | 62,9    | 59,8    | 59,8    |

## Сельские округа
1. Косоровице
2. Конты-Опольске
3. Медзяна
4. Накло
5. Пшиворы
6. Рашова
7. Тарнув-Опольский
8. Валидроги

## Поселения
1. Бялонь
2. Ловецко

### Соседние гмины
1. Гмина Хшонстовице
2. Гмина Гоголин
3. Гмина Избицко
4. Ополе
5. Гмина Прушкув